# コンフュージョン山脈
コンフュージョン山脈 (英語: Confusion Range) は、アメリカ合衆国ユタ州の中西部を南北に走る山脈。西はスネーク峡谷、東はトゥーレ峡谷、北はグレートソルトレイク砂漠、南はファーガソン砂漠に囲まれている。また南側では、バーバンク・ヒルズやマウンテン・ホーム・レンジ、ワー・ワー山脈と合流する。またコンフュージョン山脈の中央部から西側にはコンガー山脈が分岐している。山脈の名は、その「厳しく孤立した、混乱（Confusion）する地形」に由来する。
山脈の頂上は、コンガー山(北緯39度14分00秒 西経113度42分03秒 / 北緯39.23328度 西経113.700817度、標高7,713フィート（約2351メートル）とキング・トップ(北緯38度54分36秒 西経113度31分47秒 / 北緯38.910000度 西経113.529666度、標高8,350フィート（約2545メートル）である。
地質学的には、形の崩れたシルル紀からペルム紀の石灰岩、苦灰岩、頁岩からなる。
コンフュージョン山脈へ入るには、大きく3つのルートがある。
- ユタ州カラオから、サンド峠を北から入るルート
- 旧国道6/50号線から、未舗装路を通ってカウボーイ峠に入るルート
- 国道6号線または国道50号線から、キングズ・キャニオンを通るルート

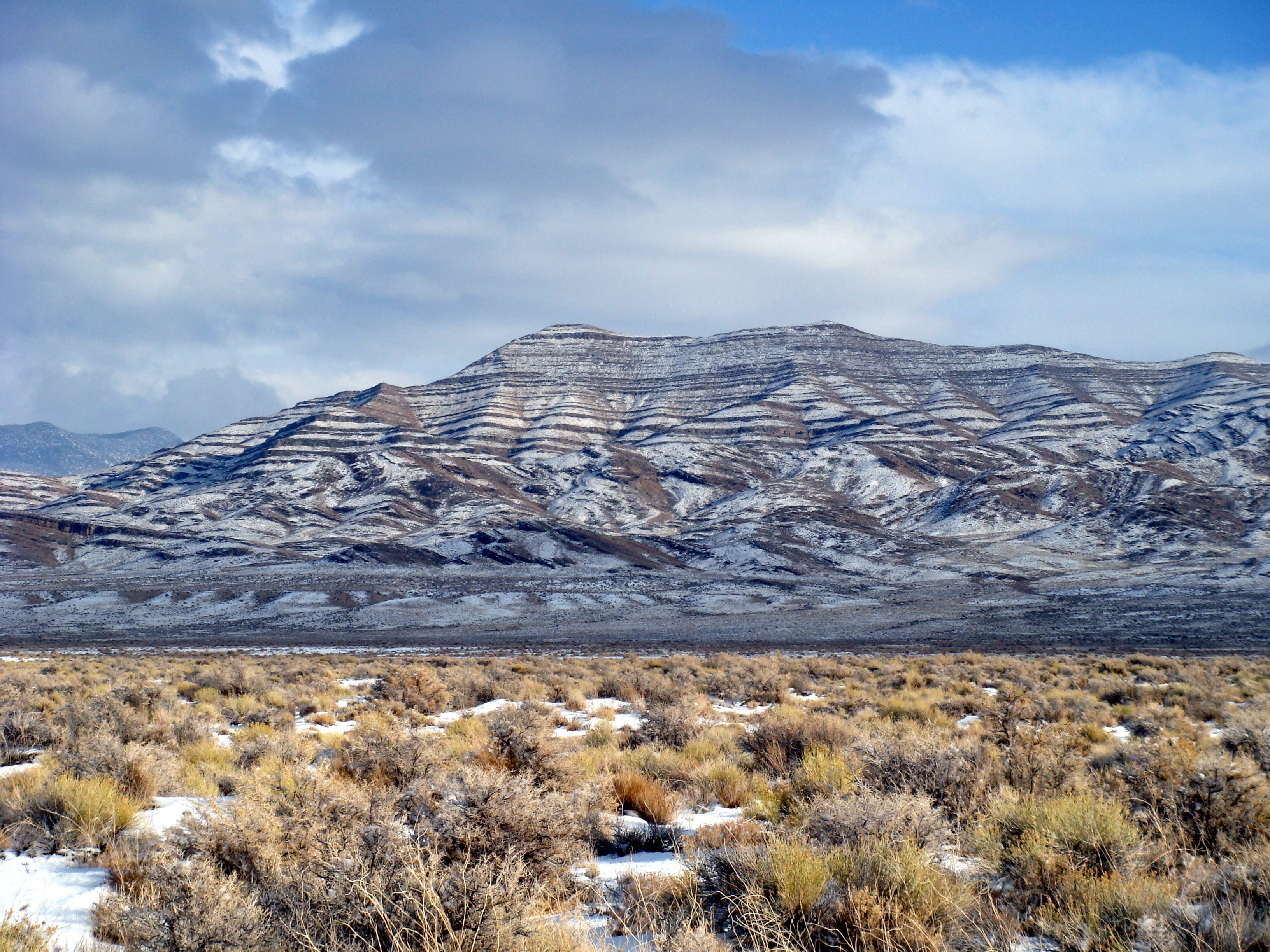
カウボーイ峠に近い、コンフュージョン山脈西側の積雪したウィロー・スプリングス・キャニオン丘陵地帯